# Mécanisme à jambes
Un mécanisme à jambes (mécanisme de marche) est un mécanisme, souvent un assemblage de barres liées par des articulations (liaisons mécaniques) destiné à simuler le mouvement de marche des humains ou des animaux. Les jambes mécaniques peuvent avoir un ou plusieurs actionneurs, et peuvent effectuer des mouvements planaires simples ou complexes.
Par rapport à une roue, un mécanisme de jambe est potentiellement mieux adapté à un terrain inégal, car il peut franchir les obstacles.

## Objectifs de conception
La conception d'un mécanisme marcheur doit souvent répondre aux critères ci-dessous, bien que cette liste ne soit pas exhaustive.

### Équilibrage statique
- Lorsque le pied ne touche pas le sol, il doit se déplacer aussi vite que possible, afin d'augmenter le ratio temps du pied au sol/temps dans les airs.
- Le pied doit toucher le sol pour au moins la moitié du cycle pour un mécanisme à deux / quatre jambes[1] ou un tiers du cycle pour un mécanisme trois / six jambes, pour pouvoir être à l'équilibre statique à tout instant.
- La verticale du centre de masse doit toujours rester à l'intérieur de la surface de sustentation[1]

### Énergétique
- L'accélération verticale du centre de gravité du robot doit être aussi constante que possible lorsqu'une patte touche le sol (phase de support)[1],[2]
- Couple / force constant (ou au moins sans pic et/ou changement extrême)
- Masses mobiles réduites

### Cahier des charges
- La hauteur de foulée doit être suffisante pour ne pas trébucher mais pas trop importante pour conserver l'énergie
- La vitesse de chaque jambe ou groupe de jambes doit être contrôlable séparément afin d’ajuster la direction[2]
- Le mécanisme de jambes doit permettre la marche vers l'avant et vers l'arrière[2]

Un autre objectif de conception peut être que la taille et la longueur de foulée etc. puissent être contrôlées par l'opérateur. Cela peut être facilement réalisé avec un mécanisme à jambe hydraulique, mais n'est pas possible avec un mécanisme à jambe à manivelle.
L'optimisation doit être faite pour tout l’ensemble du mécanisme; idéalement, la variation force / couple pendant une rotation devrait s'annuler.

## Histoire
En 1770, Richard Lovell Edgeworth essaya de construire une machine qu'il appelait « cheval de bois », mais n'y parvient pas,.
En 1878, Pafnouti Tchebychev créa un mécanisme plantigrade, conçu à partir de son mécanisme lambda, utilisant une manivelle comme actionneur. Cependant, le but de ce mécanisme était de démontrer l'efficacité du mécanisme lambda pour convertir un mouvement de rotation en translation rectiligne, le plantigrade ne fut pas plus développé.
En 1960, le professeur Joseph E. Shigley publie une étude théorique sur l'intérêt que présente un mécanisme à jambes dans un contexte militaire. Il essaye de nombreuses configurations n'utilisant que des pivots et une manivelle pour actionneur, et défini les critères principaux de choix d'un mécanisme marcheur.
À partir des années 90, Theo Jansen commence la conception de ses "strandbeesten", des mécanismes à jambes fonctionnant sur la plage, avec l'ambition qu'ils deviennent un jour autonomes. En 1991, il développe le mécanisme de Jansen, utilisé comme architecture d'une patte pour une partie de ses inventions, qui est aujourd'hui l'une des architectures les plus connues parmi les mécanismes à jambes, du fait de la fluidité du mouvement obtenu et des bons rendements énergétiques. Il inspire d'autre mécanismes, comme le mécanisme de Ghassaei, présenté en 2011 dans la thèse de Ghassaei.
Conçu en 1994, le mécanisme de Klann est un autre mécanisme populaire : ne possédant que quatre barres, il est simple et robuste, mais son mouvement est plus saccadé que le Jansen pour un même nombre de pattes.
À partir de 2015, l'"équipe TrotBot", dirigée par Wade Wagle, développe les mécanismes Strider et TrotBot, et les améliore, en s'inspirant des travaux de Shigley. Le mécanisme Strider est parfois considéré comme plus polyvalent que le mécanisme de Jansen car il est conçu pour fonctionner sur des terrains accidentés, contrairement au mécanisme de Jansen, conçu pour marcher sur la plage.

## Galerie

### Stationnaire

Mécanisme de Jansen
Mécanisme de Klann
Mécanisme à jambes à 8 barres[10]
Chaise marchante de l’Institut de Technologie de Tokyo[11]
Mécanisme à jambe à pantographe à 2 degrés de liberté[12]
Mécanisme à jambe à 2 degrés de liberté de type RPRPR[13]
Strandbeest (application du mécanisme de Jansen)
Mécanisme de Ghassaei[1]
Machine plantigrade de Tchebychev[14]
Mécanisme TrotBot (sans mécanisme de talon)[15]
Mécanisme Strider[16]

### En marche
|                       | 4 jambes | 6 jambes |
| --------------------- | -------- | -------- |
| Strandbeest           |          |          |
| Mécanisme de Ghassaei |          |          |
| Mécanisme de Klann 1  |          |          |
| Mécanisme de Klann 2  |          |          |
| Mécanisme plantigrade |          |          |
| Mécanisme TrotBot     |          |          |
| Mécanisme Strider     |          |          |

## Mécanismes complexes
Les mécanismes ci-dessus ne sont que des mécanismes planaires, mais il existe également des mécanismes plus complexes, comme les robots hexapodes. Ci-dessous quelques mécanismes complexes.

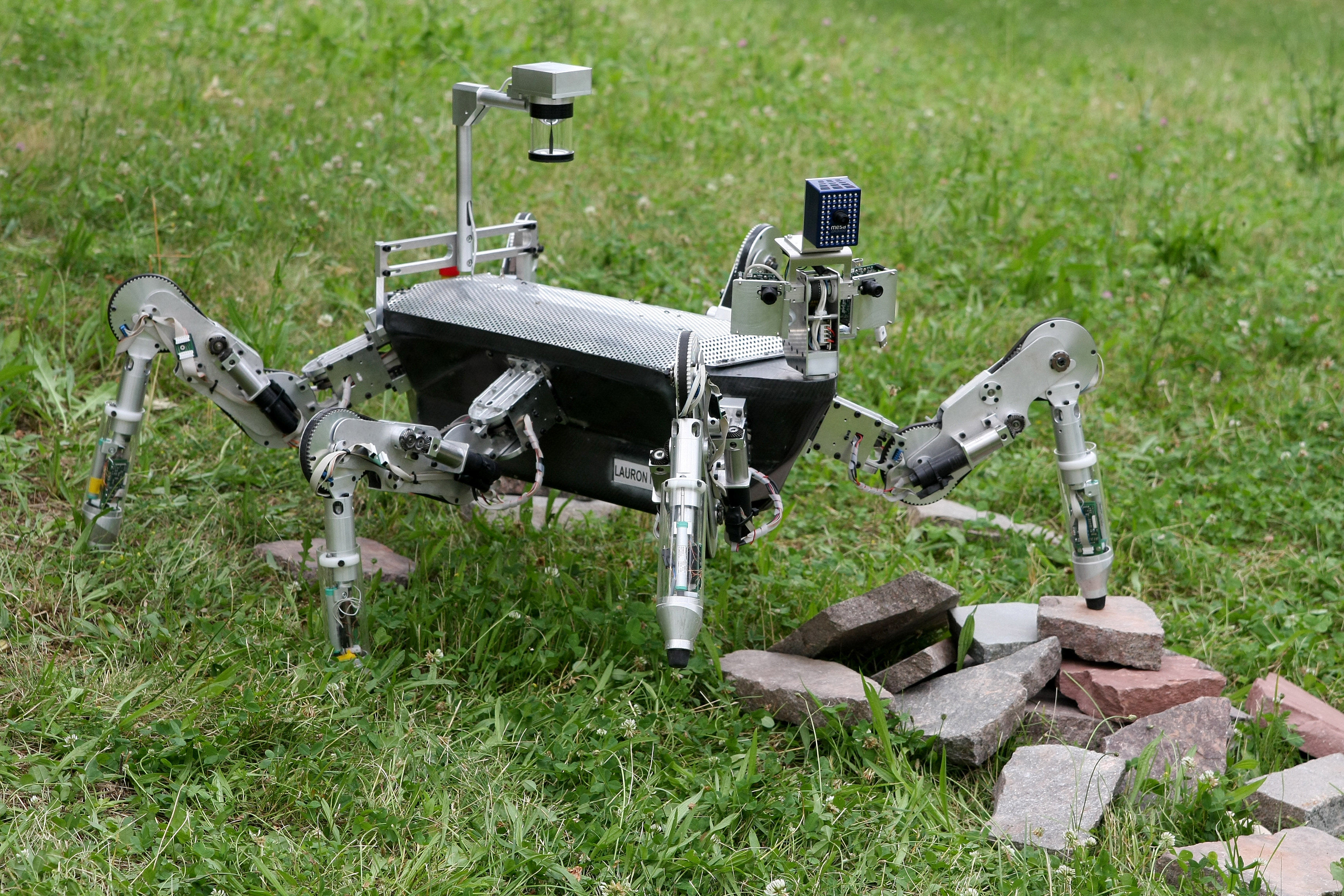
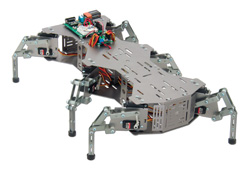
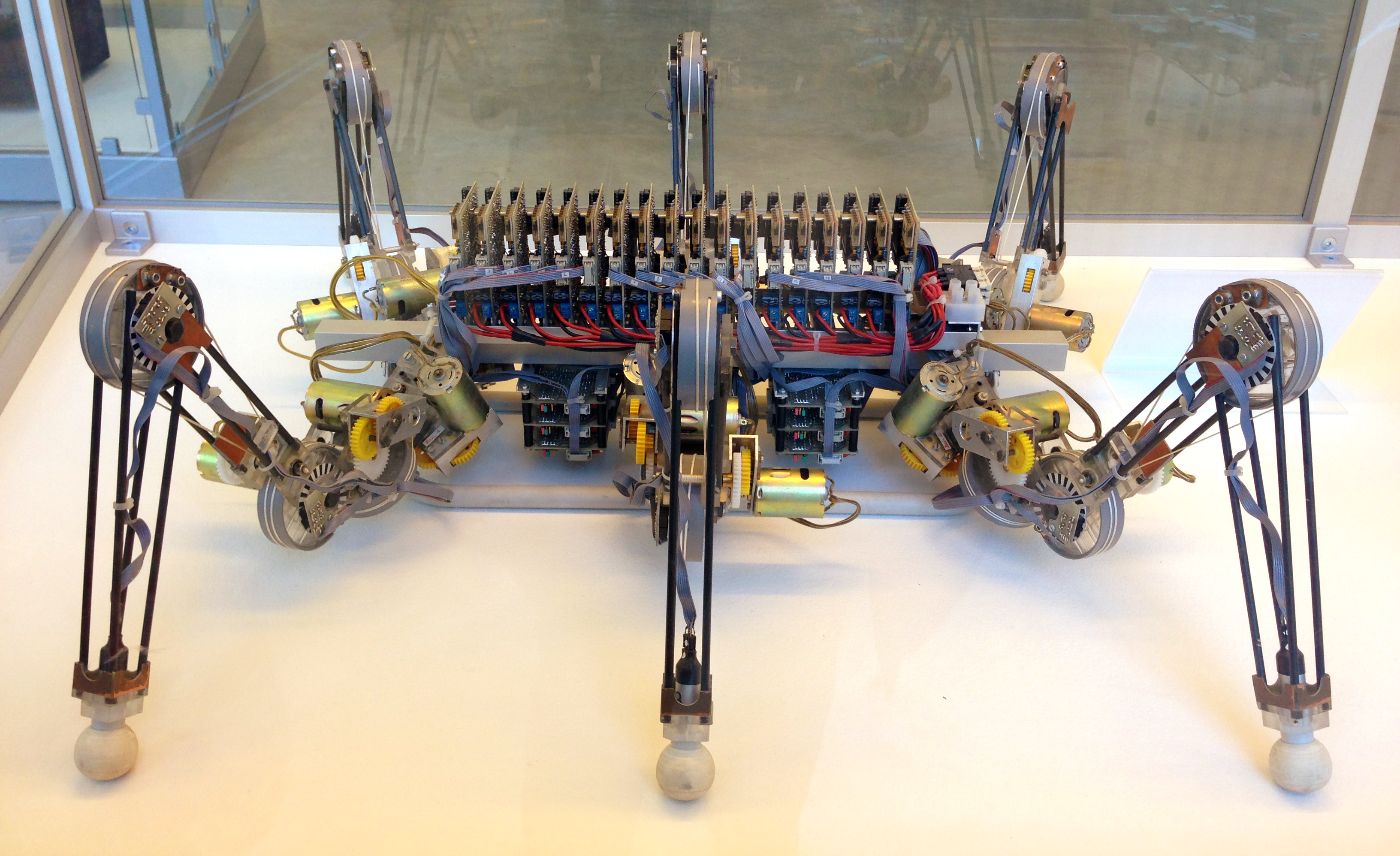
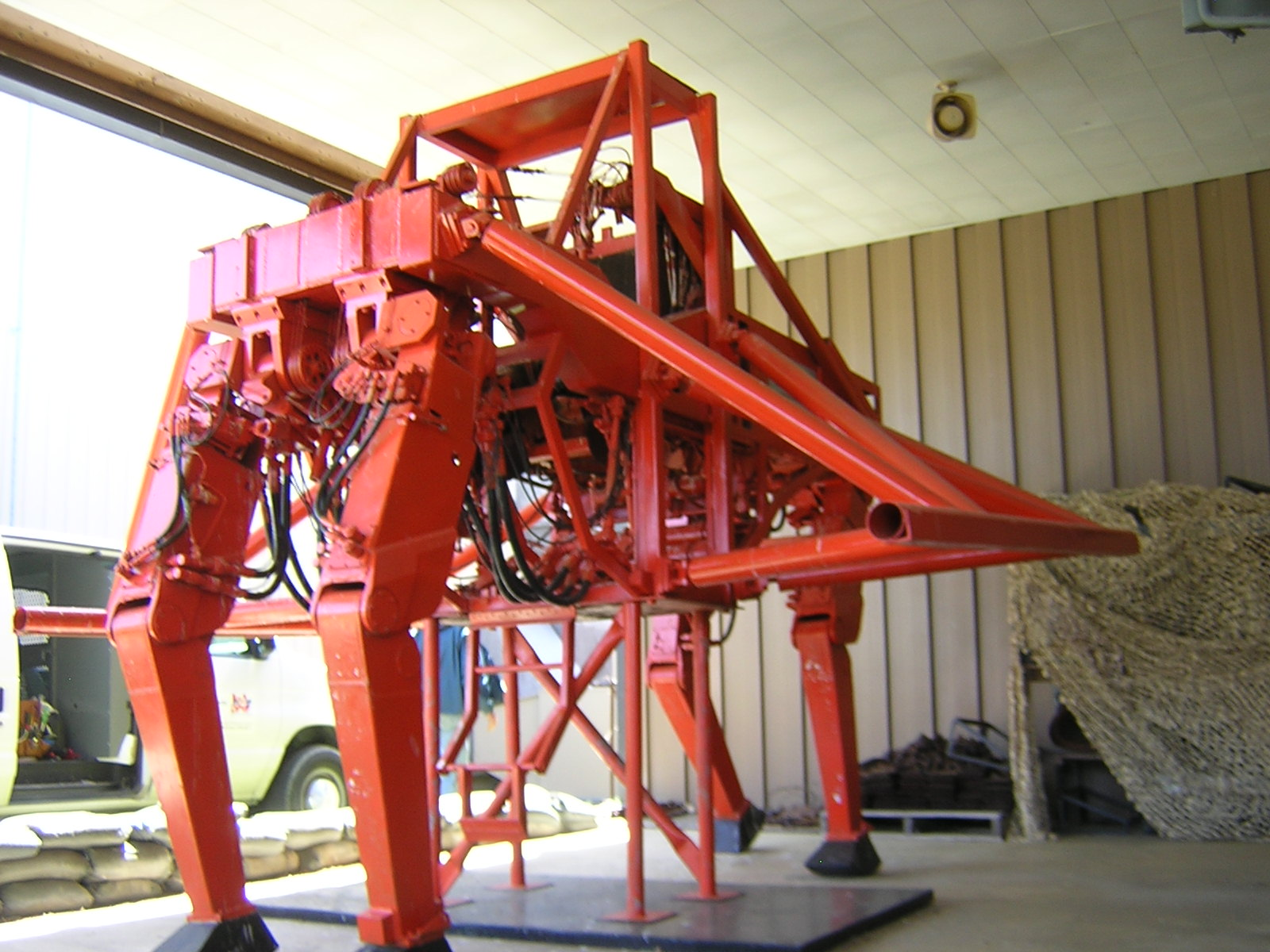
Le camion marcheur (en)
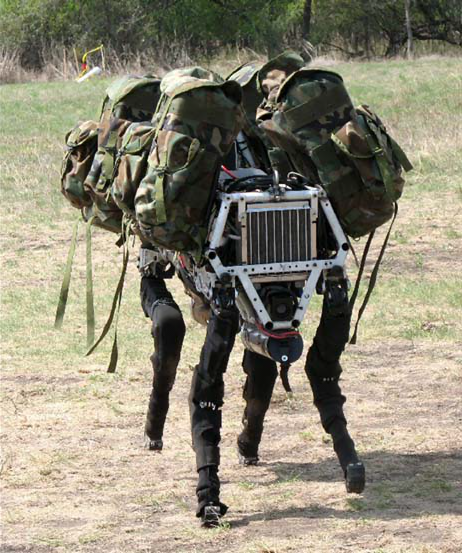
Robot BigDog